# بیمارستان ولایت (قزوین)
بیمارستان ولایت  بیمارستانی است درمانی وابسته به دانشگاه علوم پزشکی قزوین  واقع در قزوین است.این بیمارستان جنرال در مجموع دارای 220 تخت شامل: 202 تخت نرمال، 14 تخت مراقبتهای ویژه ICU، هفت اتاق عمل جراحی، 10 تخت مراقبتهای ویژه CCU، چهار تخت بخش نوزادان، 24 تخت اورژانس، هفت اتاق عمل جراحی و دو اتاق زایمان و یک پاویون پزشکی است.
بیمارستان ولایت قزوین همچنین دارای بخش های فیزیوتراپی، درمانگاه، بخش های جراحی، زنان و زایمان، مراقبتهای ویژه، بستری داخلی، قلب، رادیولوژی، کودکان، فیزیولوژی، داروخانه، آزمایشگاه و یک سالن آمفی تئاتر با ظرفیت 215 نفر است.